# Eh bien, tuez maintenant !
Eh bien, tuez maintenant ! — And So to Murder, dans l'édition originale — est un roman policier américain de John Dickson Carr publié en 1940, sous le pseudonyme de Carter Dickson. C'est le 10e roman de la série mettant en scène le personnage de Sir Henry Merrivale.  Il s'agit d'un whodunit situé dans le milieu du cinéma britannique pendant la Seconde Guerre mondiale.

## Résumé
À l'été 1939, aux studios Pineham, près de Londres, le producteur de cinéma Thomas Hackett impose par caprice à l'auteur Veronica Stanton d'écrire les dialogues d'un film policier inspiré du roman Jusqu'au meurtre de William Cartwright, alors même que ce dernier est chargé du scénario adaptant le récent best-seller de la jeune femme.  Peu après, les incidents criminels se multiplient aux studios Pineham. L'un d'eux se produit au cours du tournage d'un film d'espionnage mettant en vedette l'acteur Kurt von Gagern, un Allemand réfugié en Angleterre pour se soustraire à la montée du nazisme. À un autre moment, invitée par un billet anonyme à se rendre sur un autre plateau, Veronica Stanton évite de peu un jet d'acide sulfurique. Le climat malsain s'alourdit d'autant lorsque la Seconde Guerre mondiale éclate quelques semaines plus tard, et que la capitale britannique subit le Blitz de l'aviation allemande. Un soir alors qu'elle ferme les rideaux de son bureau pour respecter le blackout imposé par les autorités, un coup de feu vient près de blesser Mlle Stanton.
Inquiet de ces agressions répétées visant sa jeune collaboratrice, William Cartwright obtient une entrevue avec Sir Henry Merrivale, devenu patron du War Office. Selon l'écrivain, toute la situation relève d'une tentative de l'ennemi pour contrecarrer la production par les studios de films de propagande anti-nazi. Or, bien que Merrivale soit préoccupé par la disparition d'une bobine de film tourné sur une base secrète des sous-marins britanniques, il envisage les incidents à Pineham sous un tout autre angle...

## Éditions
Éditions originales en anglais
- (en) Carter Dickson, And So to Murder, New York, Morrow, 1940 — édition originale américaine.
- (en) Carter Dickson, And So to Murder, Londres, Heinemann, 1941 — édition originale britannique.

Éditions françaises
- (fr) John Dickson Carr (auteur) et Danièle Grivel (traducteur), Eh bien, tuez maintenant ! [« And So to Murder »], Paris, Librairie des Champs-Élysées, coll. « Le Masque no 1968 », 1989, 254 p. (ISBN 2-7024-1957-7, BNF 35049563)
- (fr) John Dickson Carr (auteur) et Danièle Grivel (traducteur) (trad. de l'anglais), Eh bien, tuez maintenant ! [« And So to Murder »], « in » J.D. Carr, vol. 4 - Sir Henry Merrivale (1937-1940), Paris, Librairie des Champs-Élysées, coll. « Les Intégrales du Masque. », 1993, 1215 p. (ISBN 2-7024-2448-1, BNF 35770882) Ce volume omnibus réunit les romans suivants : La police est invitée, La Flèche peinte, Ils étaient quatre à table, Le lecteur est prévenu, Eh bien, tuez maintenant !, Impossible n'est pas anglais ; et la nouvelle L'Homme au masque de fer

## Source
- Roland Lacourbe, John Dickson Carr : scribe du miracle. Inventaire d'une œuvre, Amiens, Encrage, 1997, p. 82-83.